# الجنة الدولية للري والبزل
الجنة الدولية للري والبزل (بالإنجليزية: International Commission on Irrigation and Drainage)‏ ومختصرها (ICID) هي منظمة عالمية مختصة بالري والبزل.
تقدم هذه المنظمة عدة جوائز كل عام، منها:
- جوائز WatSave
- منشآت الري التراثية
- الجائزة العالمية للري والبزل (جائزة WID)
- جائزة أفضل لجنة وطنية أداءً (BPNCA)

## روابط خارجية
- International Commission on Irrigation and Drainage (ICID) - الموقع الرسمي